# چرنوگراد
چرنوگراد (به بلغاری: Chernograd) یک منطقهٔ مسکونی در بلغارستان است که در آیتوس واقع شده‌است.